# Баол
Баол (італ. Baol) — антиутопічний роман Стефано Бенні, що вийшов 1990 року у видавництві Фелтрінеллі.

## Загальна характеристика
Події, описані в романі, відбуваються в гіпотетичному 1990 році, в місті, яке ніколи не називалося, в уявній країні, який керує гротескний режим (так званий «Режим»), до якого входить головний ієрарх промисловців Енох та його коло вторинних ієрархів, ієрархісти, керівники та менеджери. Основна реальність змінюється композиторами, які змішують його з складною реальністю, а дух часу панує над усім.

## Сюжет
Оповідачем книги (як і його альтер его) є Бедрозян Мелькіад Баол, добрий чарівник стародавнього магічного мистецтва Баол, який на самому початку роману стоїть на порозі питної папороті в барі «Апокаліпсо». Він не хоче знову повертатися до справ, але його переконливо закликають врятувати честь Грапатакса, якого колишній князь коміків звільнив зі служби й вважав загиблим під час секретної місії: Великий Ієрарх Режиму хотів зменшити популярність Грапатакса, шляхом поширення неправдивого фільму, після цього Баолу пропонується проникнути в нульовий архів і швидко знайти оригінальну стрічку. Маг не горить бажанням брати цю місію, але все ж погоджується, коли дізнається, що це завдання допоможе розв'язати таємницю знаходження його втраченої коханої Аліси. Оскільки кожен маг-баол має свою таємницю, яку він може дізнатися лише від старшого. Водночас, Атарва, композитор реальності для режиму, стикається з фільмом, який його засмучує, і вирішує дослідити, чому це стало можливим. Це намагання змусить його перейти дорогу головному герою роману.

## Персонажі
- Мелькіад Сапорогзе Бедросян Баол:  головний герой роману, чарівник Баол з минулими бойовими подвигами в підпільних групах проти Режиму. Але він як і минуле, в якому його катували: важко померти. Як і кожен баол має свою таємницю, про яку дізнається лише коли прийде час. І цей момент настав.
- Аліс Ауке: жінка, яка спустошила життя головного героя. Він залишив її багато років тому.
- Северіно Антоніо Де Грапатакс: найвеличніший комік усіх часів. Було найкращим рішенням імітувати, що він мертвий. Тепер йому потрібна допомога баола.
- Мара Май: королева німого порно, номер один, унікальна. Їй сімдесят років, але вона не здається. Звертається до головного героя від імені Грапатакса.
- Вареники: Рауль, Бобо та Нік, відомі коміки-акробати. Спочатку їх було 4, допоки дух часу не забрав одного з них, відтоді допомагають Грапатаксу.
- Рене ла Муцца: колишній чемпіон світу з ловів. Допоможе головному герою в місії.
- Натаніель Мартіно Атарва: композитор реальності Режиму. Мізантроп, не переносить первинну реальність і живе на шість поверхів вниз посеред свого улюбленого комп'ютера. Він має татуювання білого банту на своїй правій руці, як і в головного героя. Він також хоче увійти в нульовий архів, де Режим тримає найнебезпечнішу первинну реальність.